# Wetlaid
Wetlaid je technologie výroby netkaných textilii v češtině častěji nazývaná hydrodynamický nebo mokrý výrobní postup.
Wetlaid je modifikace technologie výroby papíru, kterou vypracoval F.H.Osborne u americké firmy Dexter. Na jeho principu vyráběla firma Dexter od roku 1934 průmyslově z rostlinných vláken tzv. dlouhovlákný papír a od roku 1940 netkané textilie. Na začátku 21. století (v roce 2010) se podílel wetlaid s cca 450 000 tunami na celosvětové produkci netkaných textilií 6,5 %.
Výroba hydrodynamickým způsobem se vyznačuje:
- Vysokými investičními náklady na rozměrné, vysoce výkonné zařízení (teoreticky až 1000 běžných metrů rouna za minutu)

- Nepřetržitou přípravou a transportem značného množství tekutin

- Dodávkou kvalitních netkaných textilií, převážně s hmotností do cca 100 g/m2[1]

## Princip tvorby textilie
Výchozí surovina je vodní suspenze s velmi nízkou koncentrací textilních vláken (0,01–0,08 %).
Plošná textilie – rouno – se tvoří tak, že se suspenze naplavuje na filtr (šikmé pohyblivé nebo rotující síto), voda se pod sítem odsává a jednotlivá vlákna se vzájemně zaklíní. Vrstva vláken se suší, soudržnost rouna se během procesu zpravidla zvyšuje s pomocí různých chemických a mechanických prostředků. Odpadní voda se kontinuálně recykluje a znovu mísí s vlákninou.

## Strojní zařízení
Konstrukce strojů je odvozena od zařízení na výrobu papíru. Výrobci netkaných textilií používají kombinace různých strojů na tvorbu rouna (Rotoformer®, Delta Former®, HydroFormer®) se zařízeními na sušení, nanášení pomocných prostředku do rouna a svinování rouna do stůčky.
Stroje se staví s pracovní šířkou až 5 m a výkonem do 400 m/min Textilie se upravují např. zvrásňováním, krepováním, plisováním, sešíváním do různých tvarů atd.

## Surovina
Ke zhotovení textilie hydrodynamickým způsobem se dají použít téměř všechny druhy přírodních i umělých vláken smáčitelných ve vodě. Kvalitní rouno se však dá vyrobit jen ze stejnoměrně ukládaných vláken, při čemž podstatný vliv má:
- Štíhlost vlákna

Prakticky použitelná jsou jen vlákna do určité délky, resp. do určitého poměru délky k jemnosti vlákna.
Matematicky se tato závislost vyjadřuje tzv. štíhlostním poměrem
{\displaystyle {\frac {L}{D}}={\frac {100.L}{\sqrt {T}}}}
(L = délka v mm, T = jemnost dtex)
Jestliže poměr štíhlosti L/D překročí určitou hranici, mají daná vlákna při formování rouna sklon k vzájemnému zaplétání a shlukování, takže se z nich nedá vyrobit stejnoměrná, hladká textilie.
- Tvar průřezu vlákna

Vlákna nepravidelným průřezem (trojúhelník, ledvina apod.) mají nižší sklon ke shlukování, než stejný materiál s (běžně vyráběným) kruhovým průřezem. Např. viskózová vlákna s trilobálním průřezem a délkou 15 mm přinášejí stejně dobrý výsledek jako stejný materiál s kruhovým průřezem a délkou 9 mm (štíhlostní poměry 825 ku 495).
- Množství vláken ve zpracovávané suspenzi[1]

Stejnoměrné rouno se dá vyrobit jen ze suspenze s velmi nízkou koncentrací vláken.
Závislost kritické (maximální) koncentrace na štíhlostním poměru se vyjadřuje empirickým vzorcem:
{\displaystyle {C_{w}}={\frac {1,7.T}{L^{2}}}}

## Vlastnosti rouna
- Hmotnost: 60–90 g/m2, výjimečně až 2500 g/m2, extrémní příklad: japonský wetlaid z polyolefínu (z roku 2005) váží 2 g/m2[6] (dosud nejlehčí plošná textilie)
- Pevnost (wetlaid 60-90 g/m2):
  - za sucha 25–30 g ve směru běhu stroje, 10–15 g příčně
  - za mokra 10–12 g ve směru běhu, 4–5 g příčně

- Průchodnost vzduchu (filtry) > 800 l/m2s[3]

## Použití
Pleny, sanitární zboží, filtry (např. v automobilech je více než 90% z wetlaidu), těsnění, bateriové separátory, obaly, výrobky na jednorázové použití